# Rogoźnica (województwo lubuskie)
Rogoźnica (niem. Bienenhof) – nieistniejąca jednostka osadnicza w Polsce położona w województwie lubuskim, w powiecie słubickim, w gminie Górzyca.
Była położona przy drodze krajowej nr 31, pomiędzy obecnymi miejscowościami Ługi Górzyckie a Chyrzyno. W lutym i marcu 1945 stanowiła ważny punkt oporu Twierdzy Kostrzyn, atakowana wielokrotnie przez Armię Radziecką od 2 lutego, została zdobyta 27 marca 1945.
Obecnie nazwa całkowicie wyszła z użycia.